# 笹村越郎
笹村 越郎（ささむら えつろう、1902年7月27日 – 1981年8月23日）は、日本の鉄道官僚、実業家。

## 経歴
1902年生れ。山口県出身。
明治中学（現・明治大学付属明治高等学校・中学校）卒業後、1927年京都帝国大学工学部卒業。同年鉄道省に入り、四国鉄道局長、運輸総局車輛局長などを経て、1951年日本国有鉄道理事、1952年工務局長、総裁室勤務などを歴任。1955年に汽車製造（現・川崎重工業）に移り、専務を経て、東海道新幹線の開通と東京オリンピックが開催された1964年に社長に就任。資本金を26億5200万円に増資した。